# Lijst van voetbalinterlands Mongolië - Taiwan
Deze lijst van voetbalinterlands is een overzicht van alle officiële voetbalwedstrijden tussen de nationale teams van Mongolië en Taiwan (Chinees Taipei). De landen hebben tot op heden zes keer tegen elkaar gespeeld. De eerste ontmoeting, een kwalificatiewedstrijd voor de Oost-Azië Cup 2003, werd gespeeld in Hongkong op 26 februari 2003. De laatste confrontatie, een kwalificatiewedstrijd voor de Oost-Azië Cup 2025, vond plaats op 11 december 2024 in Hongkong.

## Wedstrijden
| № | Plaats   | Datum            | Competitie                      | Wedstrijd                 | Uitslag |
| - | -------- | ---------------- | ------------------------------- | ------------------------- | ------- |
| 1 | Hongkong | 26 februari 2003 | Oost-Azië Cup 2003 kwalificatie | Chinees Taipei − Mongolië | 4 − 0   |
| 2 | Taipei   | 13 maart 2005    | Oost-Azië Cup 2005 kwalificatie | Chinees Taipei − Mongolië | 0 − 0   |
| 3 | Dededo   | 2 juli 2016      | Oost-Azië Cup 2017 kwalificatie | Mongolië − Chinees Taipei | 0 − 2   |
| 4 | Taipei   | 5 oktober 2017   | Vriendschappelijk               | Chinees Taipei − Mongolië | 4 − 2   |
| 5 | Taipei   | 13 november 2018 | Oost-Azië Cup 2019 kwalificatie | Chinees Taipei − Mongolië | 2 − 1   |
| 6 | Hongkong | 11 december 2024 | Oost-Azië Cup 2025 kwalificatie | Chinees Taipei − Mongolië | 4 − 0   |

## Samenvatting
| Competitie                 | Totaal gespeeld | Winst Mongolië | Gelijk | Winst Chinees Taipei | Doelsaldo Mongolië – Chinees Taipei |
| -------------------------- | --------------- | -------------- | ------ | -------------------- | ----------------------------------- |
| Oost-Azië Cup-kwalificatie | 5               | 0              | 1      | 4                    | 1 − 12                              |
| Vriendschappelijk          | 1               | 0              | 0      | 1                    | 2 − 4                               |
| Totaal                     | 6               | 0              | 1      | 5                    | 3 − 16                              |

MFF · Mongolisch vrouwenelftal
Interlands
Tegenstander:
Afghanistan ·
Azerbeidzjan ·
Bangladesh ·
Bhutan ·
Brunei ·
Cambodja ·
Filipijnen ·
Georgië ·
Guam ·
Hongkong ·
India ·
Japan ·
Jemen ·
Kirgizië ·
Koeweit ·
Laos ·
Libanon ·
Macau ·
Malediven ·
Maleisië ·
Mauritius ·
Myanmar ·
Noord-Korea ·
Oezbekistan ·
Oost-Timor ·
Palestina ·
Saoedi-Arabië ·
Singapore ·
Sri Lanka ·
Tadzjikistan ·
Taiwan ·
Tanzania ·
Vanuatu ·
Vietnam ·
Zuid-Korea
CTFA ·
Bondscoaches ·
vrouwenvoetbalelftal ·
Topscorers
Afghanistan ·
Australië ·
Bahrein ·
Bangladesh ·
Brunei ·
Cambodja ·
Fiji ·
Filipijnen ·
Grenada ·
Guam ·
Hongkong ·
India ·
Indonesië ·
Irak ·
Iran ·
Israël ·
Japan ·
Jordanië ·
Kenia ·
Kirgizië ·
Koeweit ·
Laos ·
Macau ·
Maleisië ·
Mongolië ·
Myanmar ·
Nepal ·
Nieuw-Zeeland ·
Noord-Korea ·
Oezbekistan ·
Oman ·
Oost-Timor ·
Pakistan ·
Palestina ·
Panama ·
Saint Kitts en Nevis ·
Salomonseilanden ·
Saoedi-Arabië ·
Singapore ·
Sri Lanka ·
Syrië ·
Thailand ·
Trinidad en Tobago ·
Turkmenistan ·
Vietnam ·
Zuid-Korea ·
Zuid-Vietnam